# Famille de Dyhrn
 (janvier 2025).
La famille de Dyhrn ou de Dyherrn est une famille de la noblesse immémoriale germanique originaire du margraviat de Misnie. Son nom a été mentionné la première fois par écrit en 1276 pour évoquer le seigneur Conrad de Diera.

## Branches
Elle est divisée en plusieurs branches :
- Branche de Choenau : barons depuis 1693, comtes depuis 1697
- Branche de Herzogswaldau : barons depuis 1655
- Branche de Streitelsdorf : barons depuis 1653
- Branche d'Urchkau : comtes depuis 1739
- Branche de Waldenburg : barons depuis 1693, comtes depuis 1697

## Armoiries

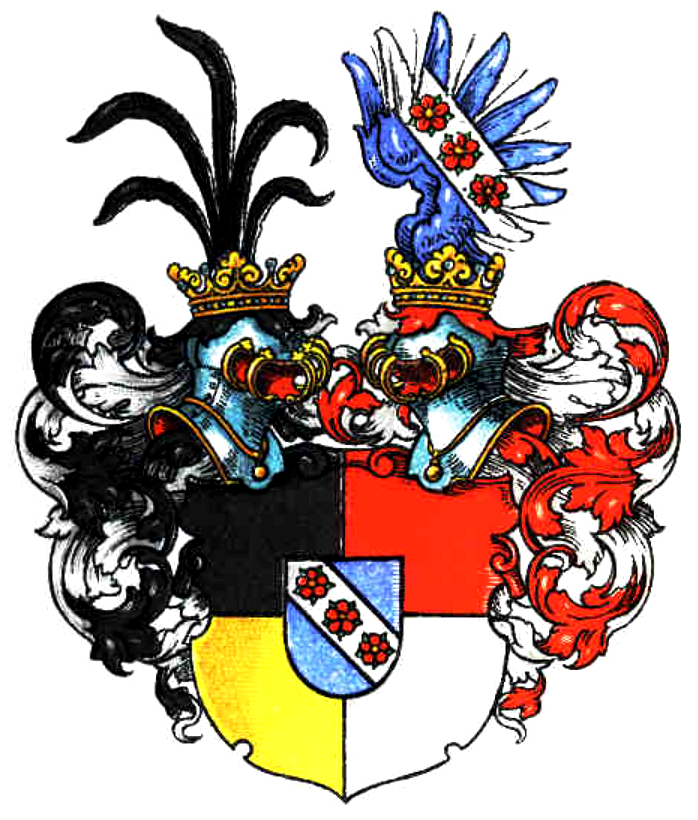
Armes des barons von Dyhrn.

## Personnalités
Par ordre de date de naissance
- Sophie de Dyhrn (1255/57-1323), duchesse de Silésie-Liegnitz
- Georges-Abraham de Dyhrn (1620–1671), chancelier de la province de Silésie
- Georges-Charles de Dyhrn (de) (1710-1759), général saxon
- Louis-Ferdinand de Dyhrn (de) (1710-1759), général saxon
- Rodolphe-Théophile de Dyhrn (de) (1710-1759), général prussien
- Rudolphine de Dyhrn (1746-1803), grand-mère de Guido Henckel von Donnersmarck
- Guillaume-Charles de Dyhrn-Schönau (de) (1749-1813), homme politique, ministre et diplomate prussien
- Conrad Adolphe de Dyhrn (1803-1869), homme politique, philosophe et écrivain prussien
- Émilie de Dyhrn (1811-1875), épouse de Gustav Freytag
- Georges de Dyhrn (de) (1848-1878), poète prussien

## Illustrations d'anciennes possessions de la famille

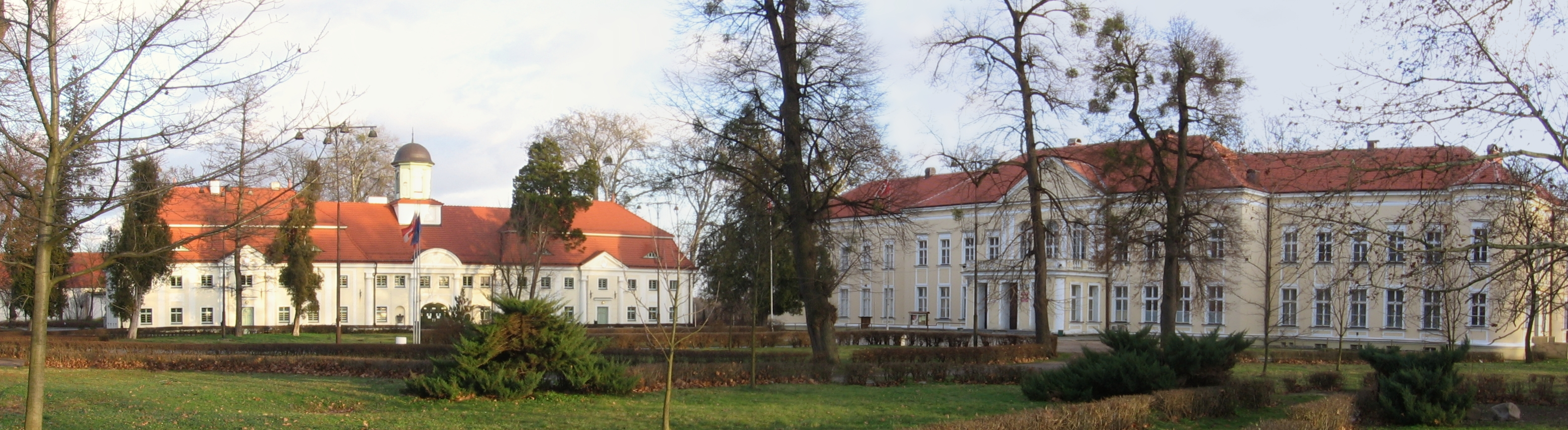
Ancien et nouveau château de Dyhernfurth (de)
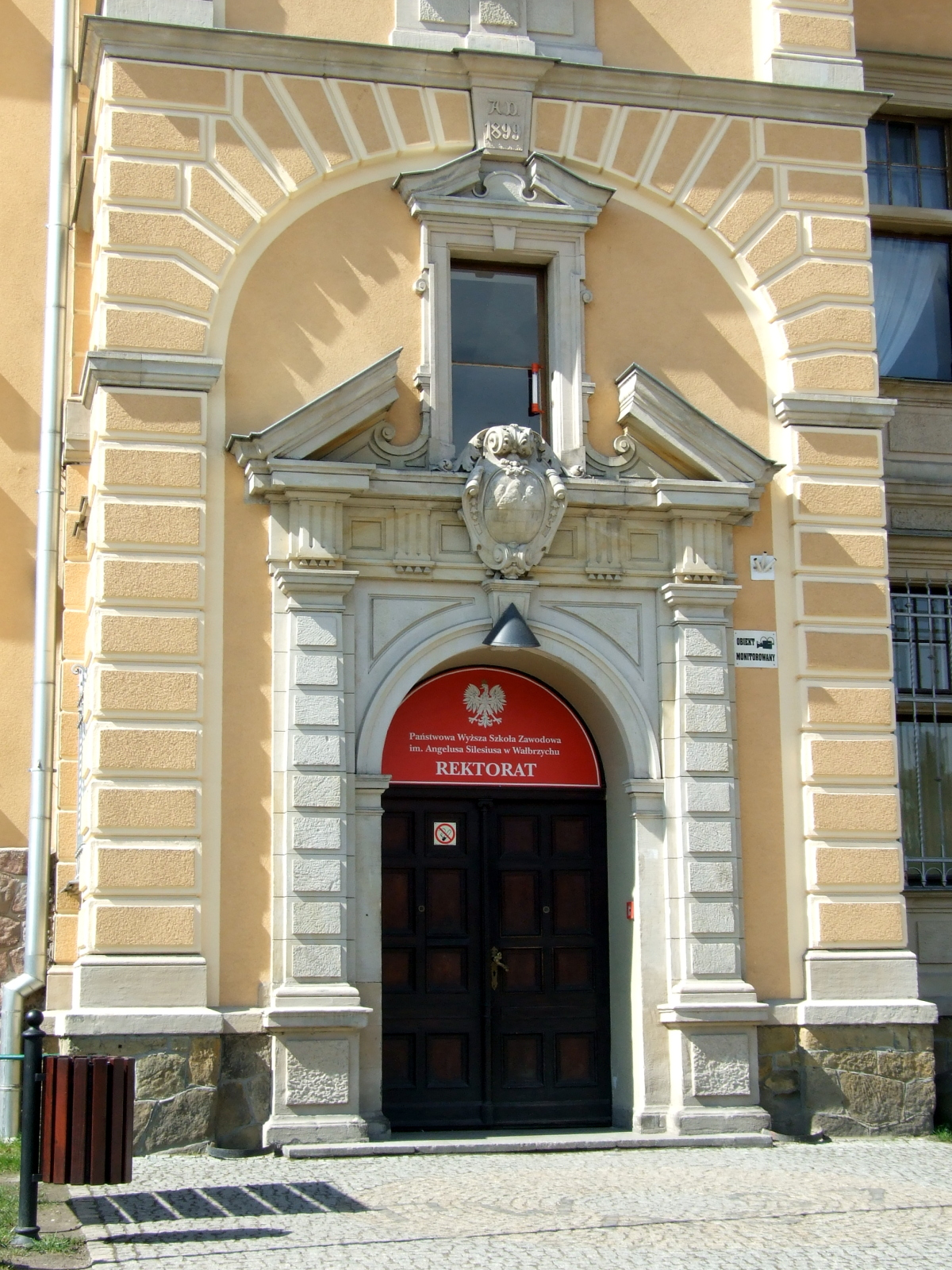
Entrée du château de Waldenburg (de)
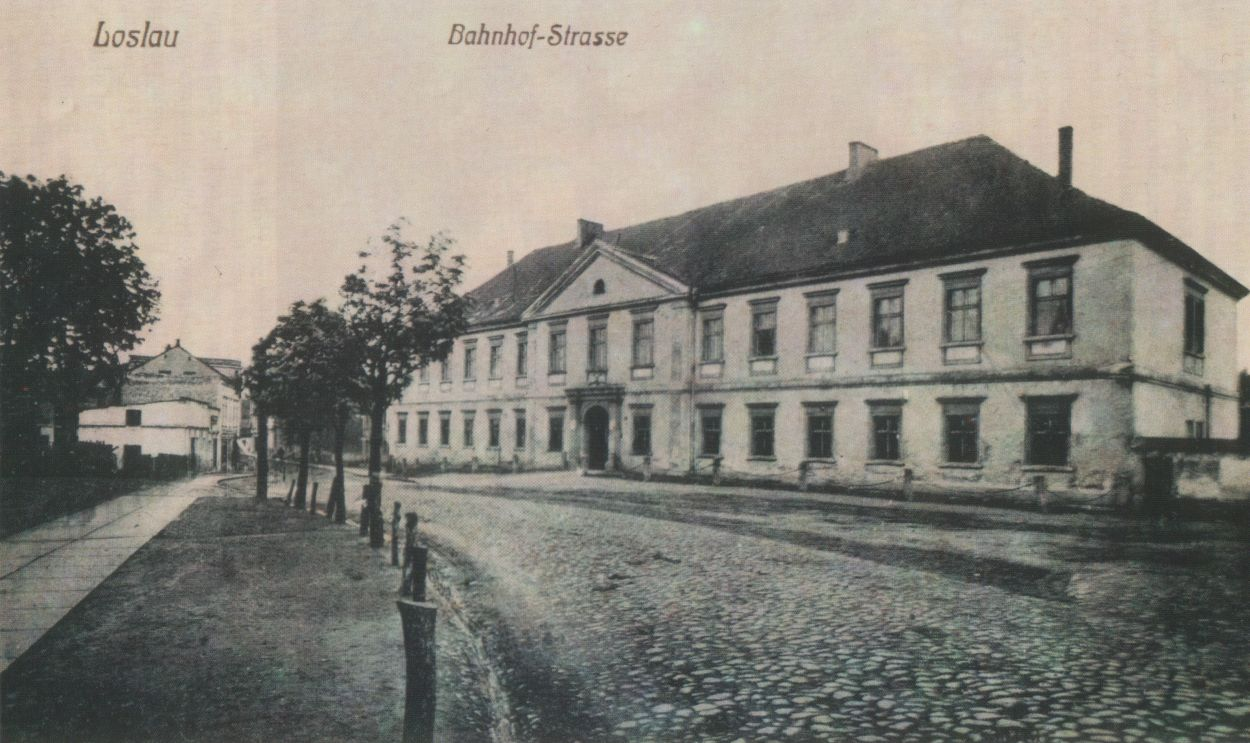
Château de Loslau (pl) en 1909
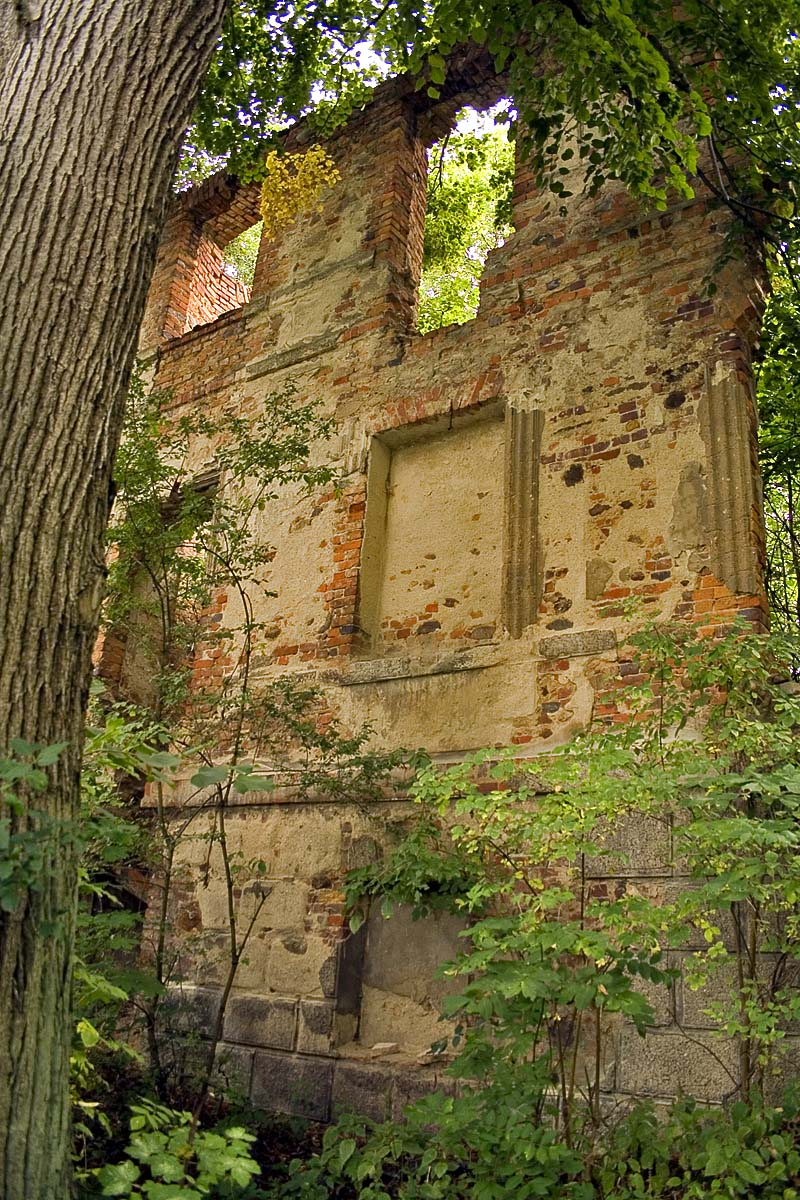
Ruines du château de Herzogswaldau
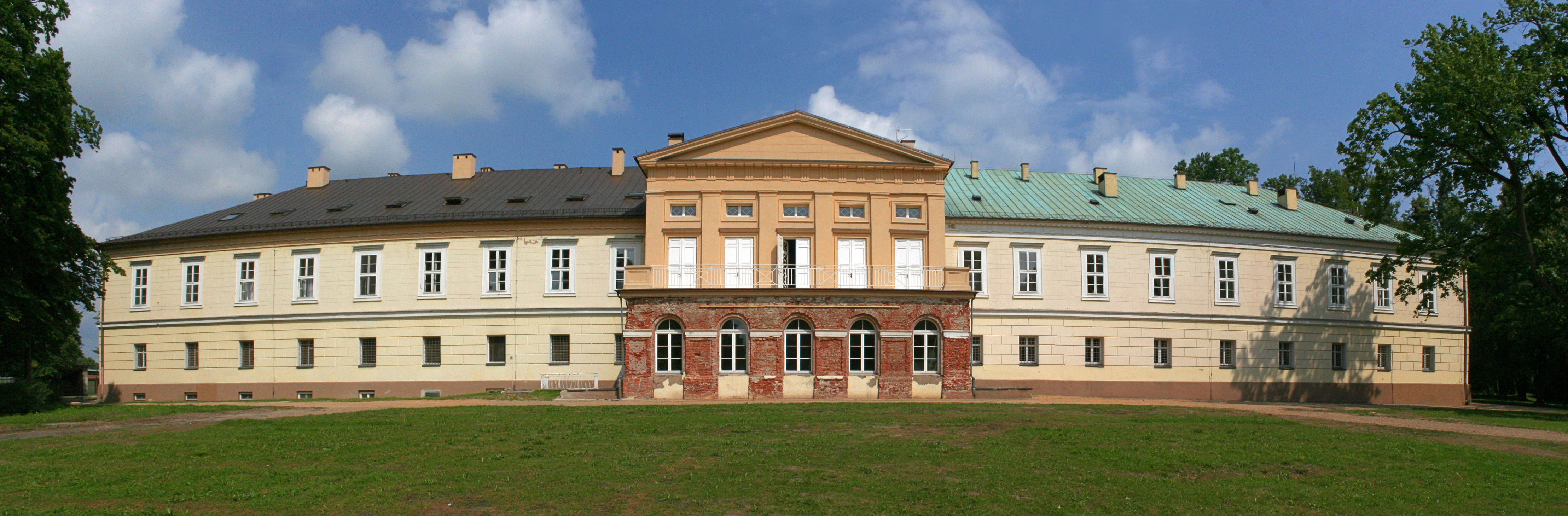
Château de Koschentin
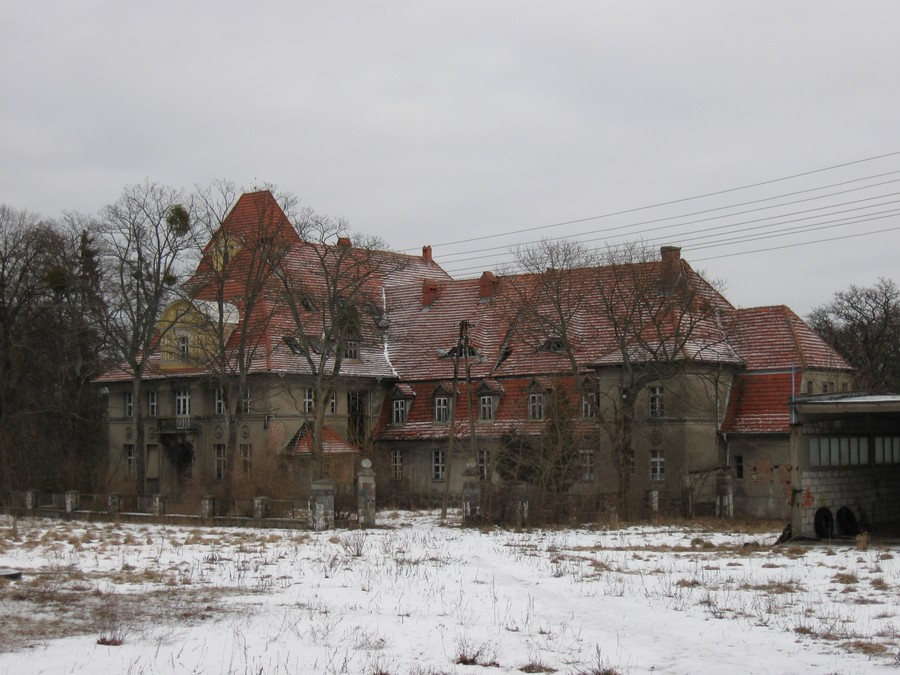
Château de Neustadt-en-Prusse-Occidentale
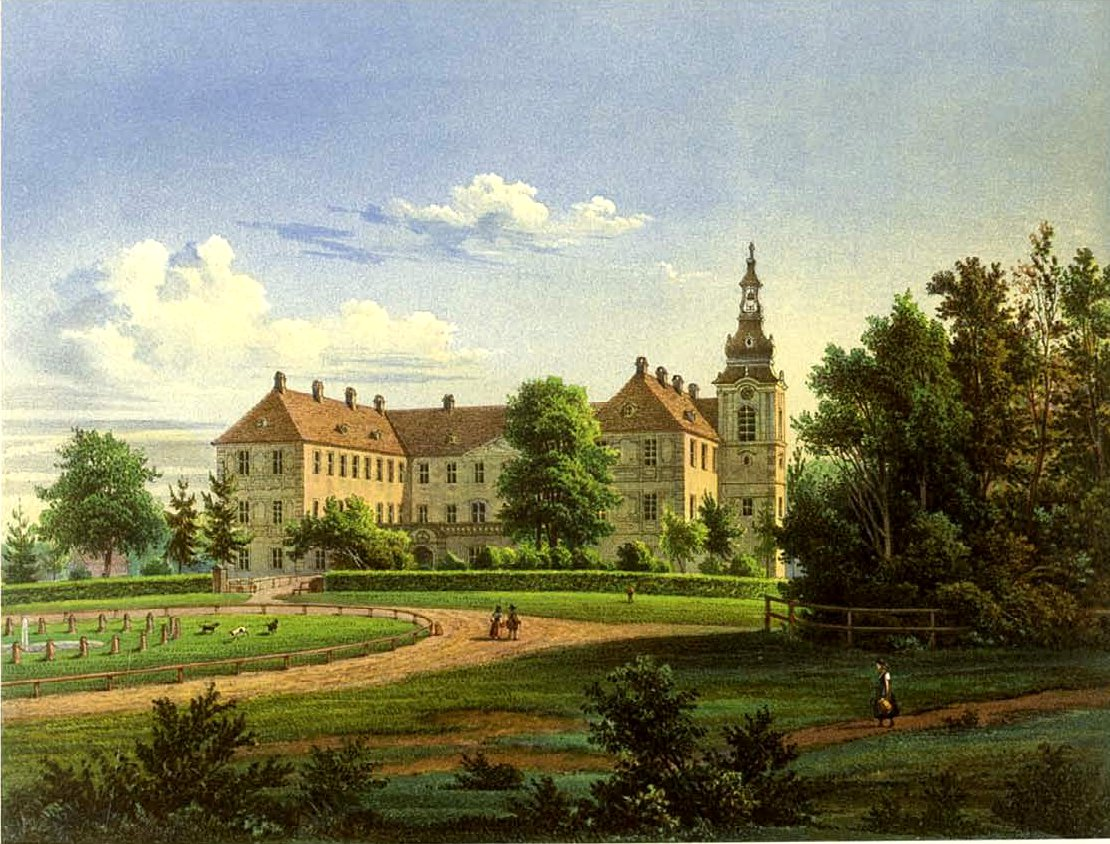
Château de Saabor
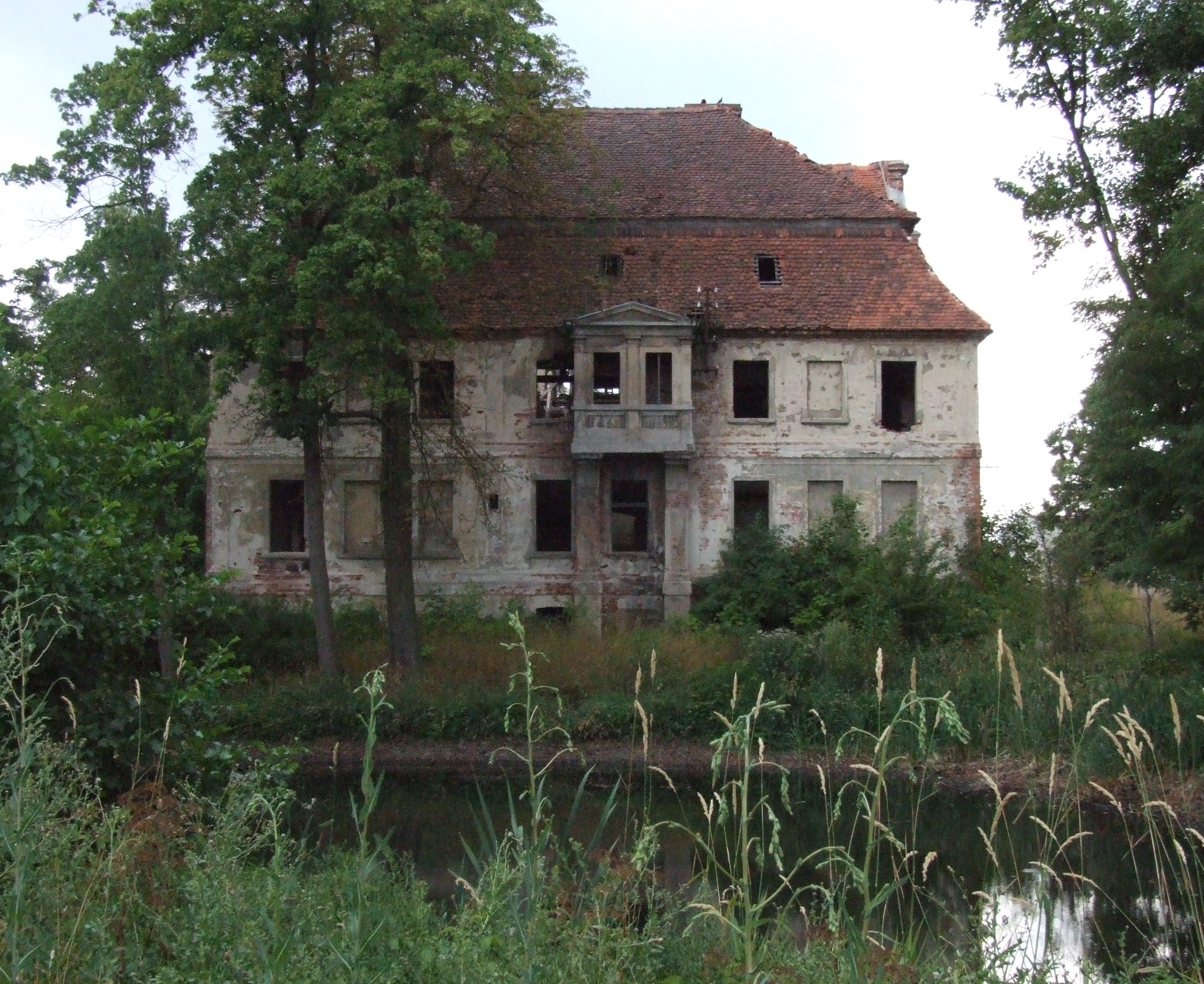
Ruines du château de Streitelsdorf
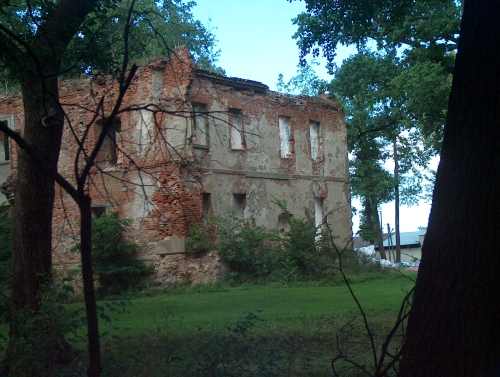
Ruines du château de Kontopp
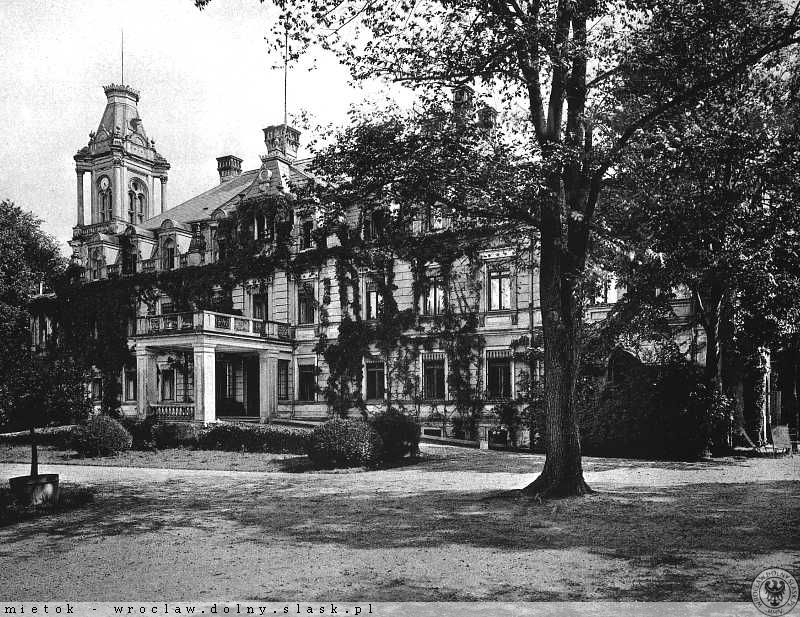
Château d'Oberstradam